# Copa do Mundo FIFA Sub-17 de 2017
A Copa do Mundo FIFA Sub-17 de 2017 foi a décima sétima edição da competição organizada pela Federação Internacional de Futebol (FIFA). O evento foi realizado na Índia entre 6 e 28 de outubro.
A Inglaterra conquistou o seu primeiro título na categoria ao golear a Espanha na final por 5–2.

## Candidatura
A FIFA abriu vagas para países que tinham interesse de sediar a competição e todos deveriam apresentar uma declaração de interesse até 15 de maio de 2013. Abaixo estão todos os países que apresentaram sua candidatura até maio de 2013:
- Azerbaijão
- Índia
- Irlanda
- Uzbequistão

Em 5 de dezembro de 2013 foi revelado no encontro do Comitê Executivo da FIFA em Salvador, Brasil, que a Índia seria o país sede da competição.

## Qualificação
| Confederação                                  | Torneio qualificatório                             | Classificado(s)                            |
| --------------------------------------------- | -------------------------------------------------- | ------------------------------------------ |
| AFC (Ásia)                                    | Campeonato Asiático de Futebol Sub-16 de 2016      | Iraque Irã Japão Coreia do Norte           |
| CAF (África)                                  | Campeonato Africano Sub-17 de 2017                 | Mali Gana Guiné Níger                      |
| CONCACAF (América do Norte, Central e Caribe) | Campeonato da CONCACAF Sub-17 de 2017              | México Estados Unidos Costa Rica Honduras  |
| CONMEBOL (América do Sul)                     | Campeonato Sul-Americano de Futebol Sub-17 de 2017 | Brasil Chile Paraguai Colômbia             |
| OFC (Oceania)                                 | Campeonato Sub-17 da OFC de 2017                   | Nova Zelândia Nova Caledônia               |
| UEFA (Europa)                                 | Campeonato Europeu de Futebol Sub-17 de 2017       | Espanha Inglaterra Alemanha Turquia França |
| Anfitriã                                      | Anfitriã                                           | Índia                                      |

## Sedes
Dez cidades inicialmente submeteram a sua intenção de ser uma das sedes do torneio: Nova Deli, Chennai, Pune, Bombaim, Margão, Bangalore, Calcutá, Cochim, Guwahati e Nova Bombaim. Após receber o relatório técnico da FIFA, Cochim, Nova Deli, Nova Bombaim, Guwahati, Margão e Calcutá foram escolhidas para sediar a competição.
| Calcutá                                                                                        | Cochim                   | Guwahati                       |
| ---------------------------------------------------------------------------------------------- | ------------------------ | ------------------------------ |
| Estádio Salt Lake                                                                              | Estádio Jawaharlal Nehru | Estádio Atlético Indira Gandhi |
| Capacidade: 66 600                                                                             | Capacidade: 41 700       | Capacidade: 23 800             |
|                                                                                                |                          |                                |
| Nova Bombaim Nova Deli Calcutá Cochim Margão GuwahatiCopa do Mundo FIFA Sub-17 de 2017 (Índia) |                          |                                |
| Margão                                                                                         | Nova Bombaim             | Nova Deli                      |
| Estádio Fatorda                                                                                | Estádio DY Patil         | Estádio Jawaharlal Nehru       |
| Capacidade: 16 200                                                                             | Capacidade: 58 300       | Capacidade: 58 000             |
|                                                                                                |                          |                                |

## Arbitragem
A FIFA designou os seguintes árbitros e assistentes para a Copa do Mundo Sub-17 de 2017:
| Árbitros                  | Assistentes                                        |
| AFC                       | AFC                                                |
| ------------------------- | -------------------------------------------------- |
| SIN Muhammad Bin Jahari   | SIN Tzu Liang Lee SIN Min Kiat Koh                 |
| JPN Ryuji Sato            | JPN Toru Sagara JPN Hiroshi Yamauchi               |
| BHR Nawaf Shukralla       | BHR Yaser Khalil Tulefat BHR Ebrahim Mubarak Saleh |
| PRK Ri Hyang-ok•          |                                                    |
| CAF                       |                                                    |
| ALG Mehdi Abid Charef     | ALG Abdelhak Etchiali TUN Anouar Hmila             |
| MAD Hamada Nampiandraza   | MOZ Arsenio Marengula NIG Yahaya Mahamadou         |
| ETH Bamlak Tessema Weyesa | COD Olivier Safari UGA Mark Ssonko                 |
| ZAM Gladys Lengwe•        |                                                    |
| CONCACAF                  |                                                    |
| USA Jair Marrufo          | USA Frank Anderson USA Corey Rockwell              |
| CRC Ricardo Montero       | CRC Juan Carlos Mora CRC Carlos Fernández          |
| PAN John Pitti            | PAN Gabriel Victoria HON Christian Ramírez         |
| CAN Carol Anne Chenard•   |                                                    |
| OFC                       |                                                    |
| TAH Abdelkader Zitouni    | TGA Folio Moeaki SOL Bernard Mutukera              |
| NZL Anna-Marie Keighley•  |                                                    |

| Árbitros                    | Assistentes                                               |
| CONMEBOL                    | CONMEBOL                                                  |
| --------------------------- | --------------------------------------------------------- |
| VEN José Argote             | VEN Luis Murillo VEN Carlos López                         |
| PAR Enrique Cáceres         | PAR Eduardo Cardozo PAR Juan Zorrilla                     |
| BRA Sandro Ricci            | BRA Emerson de Carvalho BRA Marcelo Van Gasse             |
| BOL Gery Vargas             | BOL Juan Pablo Montaño BOL Jose Alberto Antelo            |
| URU Claudia Umpiérrez•      |                                                           |
| UEFA                        |                                                           |
| ROU Ovidiu Hațegan          | ROU Octavian Șovre ROU Sebastian Gheorghe                 |
| SCO Robert Madden           | SCO David McGeachie SCO Alastair Mather                   |
| GRE Anastasios Sidiropoulos | GRE Polichronis Kostaras GRE Lazaros Dimitriadis          |
| POR Artur Soares Dias       | POR Rui Barbosa Tavares POR Paulo Alexandre Santos Soares |
| ENG Anthony Taylor          | ENG Gary Beswick ENG Adam Nunn                            |
| FRA Clément Turpin          | FRA Nicolas Danos FRA Cyril Gringore                      |
| SVN Slavko Vinčić           | SVN Tomaž Klančnik SVN Andraž Kovačič                     |
| UKR Kateryna Monzul•        |                                                           |
| SUI Esther Staubli•         |                                                           |

• Árbitra reserva

## Sorteio
O sorteio foi realizado no dia 7 de julho de 2017 no Hotel Sahara Star em Mumbai, Índia.
As 24 seleções classificadas foram divididas em quatro potes, da seguinte maneira:
| Pote 1                                             | Pote 2                                                    | Pote 3                                                      | Pote 4                                         |
| -------------------------------------------------- | --------------------------------------------------------- | ----------------------------------------------------------- | ---------------------------------------------- |
| Índia (Grupo A) México Brasil Alemanha Mali França | Espanha Japão Nova Zelândia Inglaterra Irã Estados Unidos | Costa Rica Coreia do Norte Honduras Iraque Turquia Colômbia | Chile Paraguai Gana Guiné Níger Nova Caledônia |

## Fase de grupos
|  | Equipes classificadas às oitavas de final               |
|  | Equipes classificadas como melhores terceiros colocados |
|  | Equipes eliminadas                                      |

Todas as partidas seguiram o fuso horário local (UTC+5:30).

### Grupo A
| Pos. | Seleção        | P | J | V | E | D | GP | GC | SG |
| ---- | -------------- | - | - | - | - | - | -- | -- | -- |
| 1    | Gana           | 6 | 3 | 2 | 0 | 1 | 5  | 1  | +4 |
| 2    | Colômbia       | 6 | 3 | 2 | 0 | 1 | 5  | 3  | +2 |
| 3    | Estados Unidos | 6 | 3 | 2 | 0 | 1 | 5  | 3  | +2 |
| 4    | Índia          | 0 | 3 | 0 | 0 | 3 | 1  | 9  | –8 |

| 6 de outubro | Colômbia | 0 – 1     | Gana        | Estádio Jawaharlal Nehru, Nova Deli         |
| 17:00        |          | Relatório | Ibrahim 39' | Público: 24 300 Árbitro: FRA Clément Turpin |

| 6 de outubro | Índia | 0 – 3     | Estados Unidos                                | Estádio Jawaharlal Nehru, Nova Deli      |
| 20:00        |       | Relatório | Sargent 30' (pen) · Durkin 51' · Carleton 84' | Público: 46 351 Árbitro: BOL Gery Vargas |

| 9 de outubro | Gana | 0 – 1     | Estados Unidos | Estádio Jawaharlal Nehru, Nova Deli                  |
| 17:00        |      | Relatório | Akinola 75'    | Público: 17 500 Árbitro: GRE Anastasios Sidiropoulos |

| 9 de outubro | Índia          | 1 – 2     | Colômbia          | Estádio Jawaharlal Nehru, Nova Deli          |
| 20:00        | Thaunaojam 82' | Relatório | Peñaloza 49', 83' | Público: 48 184 Árbitro: CRC Ricardo Montero |

| 12 de outubro | Gana                                  | 4 – 0     | Índia | Estádio Jawaharlal Nehru, Nova Deli             |
| 20:00         | Ayiah 43', 52' · Danso 86' · Toku 87' | Relatório |       | Público: 52 614 Árbitro: TAH Abdelkader Zitouni |

| 12 de outubro | Estados Unidos | 1 – 3     | Colômbia                              | Estádio DY Patil, Nova Bombaim                 |
| 20:00         | Acosta 24'     | Relatório | Vidal 3' · Peñaloza 67' · Caicedo 87' | Público: 22 263 Árbitro: POR Artur Soares Dias |

### Grupo B
| Pos. | Seleção       | P | J | V | E | D | GP | GC | SG |
| ---- | ------------- | - | - | - | - | - | -- | -- | -- |
| 1    | Paraguai      | 9 | 3 | 3 | 0 | 0 | 10 | 5  | +5 |
| 2    | Mali          | 6 | 3 | 2 | 0 | 1 | 8  | 4  | +4 |
| 3    | Nova Zelândia | 1 | 3 | 0 | 1 | 2 | 4  | 8  | –4 |
| 4    | Turquia       | 1 | 3 | 0 | 1 | 2 | 2  | 7  | –5 |

| 6 de outubro | Nova Zelândia | 1 – 1     | Turquia    | Estádio DY Patil, Nova Bombaim         |
| 17:00        | Mata 58'      | Relatório | Kutucu 18' | Público: 9 727 Árbitro: PAN John Pitti |

| 6 de outubro | Paraguai                                        | 3 – 2     | Mali                    | Estádio DY Patil, Nova Bombaim                 |
| 20:00        | Galeano 12' · Sánchez 17' · Rodríguez 55' (pen) | Relatório | Dramé 20' · N'Diaye 34' | Público: 25 342 Árbitro: POR Artur Soares Dias |

| 9 de outubro | Turquia | 0 – 3     | Mali                                     | Estádio DY Patil, Nova Bombaim                   |
| 17:00        |         | Relatório | D. Traoré 38' · N'Diaye 68' · Konaté 86' | Público: 18 323 Árbitro: SIN Muhammad Bin Jahari |

| 9 de outubro | Paraguai                                   | 4 – 2     | Nova Zelândia                 | Estádio DY Patil, Nova Bombaim                     |
| 20:00        | Rodríguez 2' · Vega 75', 78' · Armoa 90+1' | Relatório | Duarte 20' (g.c.), 34' (g.c.) | Público: 20 877 Árbitro: ETH Bamlak Tessema Weyesa |

| 12 de outubro | Turquia      | 1 – 3     | Paraguai                               | Estádio DY Patil, Nova Bombaim         |
| 17:00         | Kesgin 90+3' | Relatório | Bogado 41' · Cardozo 43' · Galeano 61' | Público: 8 895 Árbitro: JPN Ryuji Sato |

| 12 de outubro | Mali                                    | 3 – 1     | Nova Zelândia | Estádio Jawaharlal Nehru, Nova Deli                  |
| 17:00         | Salam 18' · D. Traoré 50' · N'Diaye 82' | Relatório | Spragg 72'    | Público: 23 112 Árbitro: GRE Anastasios Sidiropoulos |

### Grupo C
| Pos. | Seleção    | P | J | V | E | D | GP | GC | SG |
| ---- | ---------- | - | - | - | - | - | -- | -- | -- |
| 1    | Irã        | 9 | 3 | 3 | 0 | 0 | 10 | 1  | +9 |
| 2    | Alemanha   | 6 | 3 | 2 | 0 | 1 | 5  | 6  | –1 |
| 3    | Guiné      | 1 | 3 | 0 | 1 | 2 | 4  | 8  | –4 |
| 4    | Costa Rica | 1 | 3 | 0 | 1 | 2 | 3  | 7  | –4 |

| 7 de outubro | Alemanha            | 2 – 1     | Costa Rica | Estádio Fatorda, Margão                        |
| 17:00        | Arp 21' · Awuku 89' | Relatório | Gómez 64'  | Público: 12 329 Árbitro: ALG Mehdi Abid Charef |

| 7 de outubro | Irã                                         | 3 – 1     | Guiné       | Estádio Fatorda, Margão                  |
| 20:00        | Sayyad 59' · Sharifi 70' (pen) · Karimi 90' | Relatório | Touré 90+1' | Público: 12 329 Árbitro: VEN José Argote |

| 10 de outubro | Costa Rica              | 2 – 2     | Guiné                  | Estádio Fatorda, Margão                   |
| 17:00         | Jarquín 26' · Gómez 67' | Relatório | Touré 30' · Soumah 81' | Público: 6 717 Árbitro: SCO Robert Madden |

| 10 de outubro | Irã                                      | 4 – 0     | Alemanha | Estádio Fatorda, Margão                  |
| 20:00         | Delfi 6', 42' · Sayyad 49' · Namdari 75' | Relatório |          | Público: 8 267 Árbitro: USA Jair Marrufo |

| 13 de outubro | Costa Rica | 0 – 3     | Irã                                                      | Estádio Fatorda, Margão                         |
| 17:00         |            | Relatório | Ghobeishavi 25' (pen) · Shariati 29' (pen) · Sardari 89' | Público: 8 549 Árbitro: MAD Hamada Nampiandraza |

| 13 de outubro | Guiné         | 1 – 3     | Alemanha                              | Estádio Jawaharlal Nehru, Cochim       |
| 17:00         | I. Soumah 26' | Relatório | Arp 8' · Kühn 62' · Cetin 90+2' (pen) | Público: 9 250 Árbitro: PAN John Pitti |

### Grupo D
| Pos. | Seleção         | P | J | V | E | D | GP | GC | SG |
| ---- | --------------- | - | - | - | - | - | -- | -- | -- |
| 1    | Brasil          | 9 | 3 | 3 | 0 | 0 | 6  | 1  | +5 |
| 2    | Espanha         | 6 | 3 | 2 | 0 | 1 | 7  | 2  | +5 |
| 3    | Níger           | 3 | 3 | 1 | 0 | 2 | 1  | 6  | –5 |
| 4    | Coreia do Norte | 0 | 3 | 0 | 0 | 3 | 0  | 5  | –5 |

| 7 de outubro | Brasil                       | 2 – 1     | Espanha          | Estádio Jawaharlal Nehru, Cochim             |
| 17:00        | Lincoln 25' · Paulinho 45+1' | Relatório | Wesley 5' (g.c.) | Público: 21 362 Árbitro: BHR Nawaf Shukralla |

| 7 de outubro | Coreia do Norte | 0 – 1     | Níger            | Estádio Jawaharlal Nehru, Cochim               |
| 20:00        |                 | Relatório | Abdourahmane 59' | Público: 2 754 Árbitro: TAH Abdelkader Zitouni |

| 10 de outubro | Espanha                                    | 4 – 0     | Níger | Estádio Jawaharlal Nehru, Cochim            |
| 17:00         | A. Ruiz 21', 41' · César 45+1' · Gómez 82' | Relatório |       | Público: 7 926 Árbitro: PAR Enrique Cáceres |

| 10 de outubro | Coreia do Norte | 0 – 2     | Brasil                     | Estádio Jawaharlal Nehru, Cochim           |
| 20:00         |                 | Relatório | Lincoln 56' · Paulinho 61' | Público: 15 314 Árbitro: SVN Slavko Vinčić |

| 13 de outubro | Espanha             | 2 – 0     | Coreia do Norte | Estádio Jawaharlal Nehru, Cochim         |
| 20:00         | Moha 4' · César 71' | Relatório |                 | Público: 14 544 Árbitro: VEN José Argote |

| 13 de outubro | Níger | 0 – 2     | Brasil                   | Estádio Fatorda, Margão                    |
| 20:00         |       | Relatório | Lincoln 4' · Brenner 34' | Público: 15 830 Árbitro: SCO Robert Madden |

### Grupo E
| Pos. | Seleção        | P | J | V | E | D | GP | GC | SG  |
| ---- | -------------- | - | - | - | - | - | -- | -- | --- |
| 1    | França         | 9 | 3 | 3 | 0 | 0 | 14 | 3  | +11 |
| 2    | Japão          | 4 | 3 | 1 | 1 | 1 | 8  | 4  | +4  |
| 3    | Honduras       | 3 | 3 | 1 | 0 | 2 | 7  | 11 | –4  |
| 4    | Nova Caledônia | 1 | 3 | 0 | 1 | 2 | 2  | 13 | –11 |

| 8 de outubro | Nova Caledônia | 1 – 7     | França                                                                                         | Estádio Atlético Indira Gandhi, Guwahati         |
| 17:00        | Wadenges 90'   | Relatório | Iwa 5' (g.c.) · Gouiri 19', 33' · Gomes 30' · Caqueret 40' · Wanesse 43' (g.c.) · Isidor 90+1' | Público: 12 640 Árbitro: MAD Hamada Nampiandraza |

| 8 de outubro | Honduras     | 1 – 6     | Japão                                                          | Estádio Atlético Indira Gandhi, Guwahati    |
| 20:00        | Palacios 36' | Relatório | Nakamura 22', 30', 43' · Kubo 45' · Miyashiro 51' · Suzuki 90' | Público: 13 285 Árbitro: ENG Anthony Taylor |

| 11 de outubro | França          | 2 – 1     | Japão               | Estádio Atlético Indira Gandhi, Guwahati |
| 17:00         | Gouiri 13', 71' | Relatório | Miyashiro 73' (pen) | Público: 9 575 Árbitro: BOL Gery Vargas  |

| 11 de outubro | Honduras                                         | 5 – 0     | Nova Caledônia | Estádio Atlético Indira Gandhi, Guwahati       |
| 20:00         | Mejía 25', 42' · Canales 27' · Palacios 51', 88' | Relatório |                | Público: 11 002 Árbitro: ALG Mehdi Abid Charef |

| 14 de outubro | França                                                | 5 – 1     | Honduras  | Estádio Atlético Indira Gandhi, Guwahati         |
| 17:00         | Isidor 14' · Flips 23', 64' · Gouiri 86' · Adli 90+6' | Relatório | Mejía 10' | Público: 12 831 Árbitro: SIN Muhammad Bin Jahari |

| 14 de outubro | Japão       | 1 – 1     | Nova Caledônia | Estádio Salt Lake, Calcutá                  |
| 17:00         | Nakamura 7' | Relatório | Jeno 83'       | Público: 44 665 Árbitro: SUI Esther Staubli |

### Grupo F
| Pos. | Seleção    | P | J | V | E | D | GP | GC | SG |
| ---- | ---------- | - | - | - | - | - | -- | -- | -- |
| 1    | Inglaterra | 9 | 3 | 3 | 0 | 0 | 11 | 2  | +9 |
| 2    | Iraque     | 4 | 3 | 1 | 1 | 1 | 4  | 5  | –1 |
| 3    | México     | 2 | 3 | 0 | 2 | 1 | 3  | 4  | –1 |
| 4    | Chile      | 1 | 3 | 0 | 1 | 2 | 0  | 7  | –7 |

| 8 de outubro | Chile | 0 – 4     | Inglaterra                                   | Estádio Salt Lake, Calcutá              |
| 17:00        |       | Relatório | Hudson-Odoi 5' · Sancho 51', 60' · Gomes 81' | Público: 46 154 Árbitro: JPN Ryuji Sato |

| 8 de outubro | Iraque     | 1 – 1     | México         | Estádio Salt Lake, Calcutá                  |
| 20:00        | Dawood 16' | Relatório | De la Rosa 51' | Público: 55 800 Árbitro: ROU Ovidiu Hațegan |

| 11 de outubro | Inglaterra                                  | 3 – 2     | México          | Estádio Salt Lake, Calcutá                   |
| 17:00         | Brewster 39' · Foden 48' · Sancho 55' (pen) | Relatório | Laínez 65', 72' | Público: 48 620 Árbitro: BHR Nawaf Shukralla |

| 11 de outubro | Iraque                                  | 3 – 0     | Chile | Estádio Salt Lake, Calcutá                  |
| 20:00         | Dawood 6', 68' · D. Valencia 81' (g.c.) | Relatório |       | Público: 50 286 Árbitro: FRA Clément Turpin |

| 14 de outubro | Inglaterra                                   | 4 – 0     | Iraque | Estádio Salt Lake, Calcutá                |
| 20:00         | Gomes 11' · Smith-Rowe 57' · Loader 59', 71' | Relatório |        | Público: 56 372 Árbitro: USA Jair Marrufo |

| 14 de outubro | México | 0 – 0     | Chile | Estádio Atlético Indira Gandhi, Guwahati   |
| 20:00         |        | Relatório |       | Público: 15 794 Árbitro: SVN Slavko Vinčić |

### Melhores terceiros classificados
As melhores quatro seleções terceiro colocadas nos grupos também avançam para as oitavas de final.
| Pos. | Seleção        | P | J | V | E | D | GP | GC | SG | Grupo |
| ---- | -------------- | - | - | - | - | - | -- | -- | -- | ----- |
| 1    | Estados Unidos | 6 | 3 | 2 | 0 | 1 | 5  | 3  | +2 | A     |
| 2    | Honduras       | 3 | 3 | 1 | 0 | 2 | 7  | 11 | –4 | E     |
| 3    | Níger          | 3 | 3 | 1 | 0 | 2 | 1  | 6  | –5 | D     |
| 4    | México         | 2 | 3 | 0 | 2 | 1 | 3  | 4  | −1 | F     |
| 5    | Nova Zelândia  | 1 | 3 | 0 | 1 | 2 | 4  | 8  | –4 | B     |
| 6    | Guiné          | 1 | 3 | 0 | 1 | 2 | 4  | 8  | –4 | C     |

## Fase final

### Esquema
|  | Oitavas de final             | Oitavas de final         |                              |       | Quartas de final | Quartas de final |                         |                         | Semifinais | Semifinais |  |  | Final | Final |
|  |                              |                          |                              |       |                  |                  |                         |                         |            |            |  |  |       |       |
|  | 16 de outubro – Nova Deli    |                          |                              |       |                  |                  |                         |                         |            |            |  |  |       |       |
|  |                              |                          |                              |       |                  |                  |                         |                         |            |            |  |  |       |       |
|  | Colômbia                     | 0                        |                              |       |                  |                  |                         |                         |            |            |  |  |       |       |
|  | Colômbia                     | 0                        | 22 de outubro – Calcutá      |       |                  |                  |                         |                         |            |            |  |  |       |       |
|  | Alemanha                     | 4                        |                              |       |                  |                  |                         |                         |            |            |  |  |       |       |
|  | Alemanha                     | 4                        | Alemanha                     | 1     |                  |                  |                         |                         |            |            |  |  |       |       |
|  | 18 de outubro – Cochim       |                          | Alemanha                     | 1     |                  |                  |                         |                         |            |            |  |  |       |       |
|  |                              | Brasil                   | 2                            |       |                  |                  |                         |                         |            |            |  |  |       |       |
|  | Brasil                       | Brasil                   | 2                            | 3     |                  |                  |                         |                         |            |            |  |  |       |       |
|  | Brasil                       |                          | 25 de outubro – Calcutá      | 3     |                  |                  |                         |                         |            |            |  |  |       |       |
|  | Honduras                     | 0                        |                              |       |                  |                  |                         |                         |            |            |  |  |       |       |
|  | Honduras                     | 0                        | Brasil                       | 1     |                  |                  |                         |                         |            |            |  |  |       |       |
|  | 16 de outubro – Nova Deli    |                          | Brasil                       | 1     |                  |                  |                         |                         |            |            |  |  |       |       |
|  |                              | Inglaterra               | 3                            |       |                  |                  |                         |                         |            |            |  |  |       |       |
|  | Paraguai                     | Inglaterra               | 3                            | 0     |                  |                  |                         |                         |            |            |  |  |       |       |
|  | Paraguai                     | 21 de outubro – Margão   |                              | 0     |                  |                  |                         |                         |            |            |  |  |       |       |
|  | Estados Unidos               | 5                        |                              |       |                  |                  |                         |                         |            |            |  |  |       |       |
|  | Estados Unidos               | 5                        | Estados Unidos               | 1     |                  |                  |                         |                         |            |            |  |  |       |       |
|  | 17 de outubro – Calcutá      |                          | Estados Unidos               | 1     |                  |                  |                         |                         |            |            |  |  |       |       |
|  |                              | Inglaterra               | 4                            |       |                  |                  |                         |                         |            |            |  |  |       |       |
|  | Inglaterra (pen)             | Inglaterra               | 4                            | 0 (5) |                  |                  |                         |                         |            |            |  |  |       |       |
|  | Inglaterra (pen)             |                          | 28 de outubro – Calcutá      | 0 (5) |                  |                  |                         |                         |            |            |  |  |       |       |
|  | Japão                        | 0 (3)                    |                              |       |                  |                  |                         |                         |            |            |  |  |       |       |
|  | Japão                        | 0 (3)                    | Inglaterra                   | 5     |                  |                  |                         |                         |            |            |  |  |       |       |
|  | 17 de outubro – Margão       |                          | Inglaterra                   | 5     |                  |                  |                         |                         |            |            |  |  |       |       |
|  |                              | Espanha                  | 2                            |       |                  |                  |                         |                         |            |            |  |  |       |       |
|  | Mali                         | Espanha                  | 2                            | 5     |                  |                  |                         |                         |            |            |  |  |       |       |
|  | Mali                         | 21 de outubro – Guwahati |                              | 5     |                  |                  |                         |                         |            |            |  |  |       |       |
|  | Iraque                       | 1                        |                              |       |                  |                  |                         |                         |            |            |  |  |       |       |
|  | Iraque                       | 1                        | Mali                         | 2     |                  |                  |                         |                         |            |            |  |  |       |       |
|  | 18 de outubro – Nova Bombaim |                          | Mali                         | 2     |                  |                  |                         |                         |            |            |  |  |       |       |
|  |                              | Gana                     | 1                            |       |                  |                  |                         |                         |            |            |  |  |       |       |
|  | Gana                         | Gana                     | 1                            | 2     |                  |                  |                         |                         |            |            |  |  |       |       |
|  | Gana                         |                          | 25 de outubro – Nova Bombaim | 2     |                  |                  |                         |                         |            |            |  |  |       |       |
|  | Níger                        | 0                        |                              |       |                  |                  |                         |                         |            |            |  |  |       |       |
|  | Níger                        | 0                        | Mali                         | 1     |                  |                  |                         |                         |            |            |  |  |       |       |
|  | 17 de outubro – Guwahati     |                          | Mali                         | 1     |                  |                  |                         |                         |            |            |  |  |       |       |
|  |                              | Espanha                  | 3                            |       | Terceiro lugar   | Terceiro lugar   |                         |                         |            |            |  |  |       |       |
|  | França                       | Espanha                  | 3                            | 1     | Terceiro lugar   | Terceiro lugar   |                         |                         |            |            |  |  |       |       |
|  | França                       | 22 de outubro – Cochim   | 22 de outubro – Cochim       | 1     |                  |                  | 28 de outubro – Calcutá | 28 de outubro – Calcutá |            |            |  |  |       |       |
|  | Espanha                      | 22 de outubro – Cochim   | 22 de outubro – Cochim       | 2     |                  |                  | 28 de outubro – Calcutá | 28 de outubro – Calcutá |            |            |  |  |       |       |
|  | Espanha                      | Espanha                  | 3                            | 2     | Brasil           | 2                |                         |                         |            |            |  |  |       |       |
|  | 17 de outubro – Margão       | Espanha                  | 3                            |       | Brasil           | 2                |                         |                         |            |            |  |  |       |       |
|  |                              | Irã                      | 1                            |       | Mali             | 0                |                         |                         |            |            |  |  |       |       |
|  | Irã                          | Irã                      | 1                            | 2     | Mali             | 0                |                         |                         |            |            |  |  |       |       |
|  | Irã                          |                          |                              | 2     |                  |                  |                         |                         |            |            |  |  |       |       |
|  | México                       | 1                        |                              |       |                  |                  |                         |                         |            |            |  |  |       |       |
|  | México                       | 1                        |                              |       |                  |                  |                         |                         |            |            |  |  |       |       |

### Oitavas de final
| 16 de outubro | Colômbia | 0 – 4     | Alemanha                               | Estádio Jawaharlal Nehru, Nova Deli          |
| 17:00         |          | Relatório | Arp 7', 65' · Bisseck 39' · Yeboah 49' | Público: 19 477 Árbitro: BHR Nawaf Shukralla |

| 16 de outubro | Paraguai | 0 – 5     | Estados Unidos                                  | Estádio Jawaharlal Nehru, Nova Deli         |
| 20:00         |          | Relatório | Weah 19', 53', 77' · Carleton 63' · Sargent 74' | Público: 34 895 Árbitro: ROU Ovidiu Hațegan |

| 17 de outubro | Irã                           | 2 – 1     | México         | Estádio Fatorda, Margão                    |
| 17:00         | Sharifi 7' (pen) · Sayyad 11' | Relatório | De la Rosa 37' | Público: 5 529 Árbitro: ENG Anthony Taylor |

| 17 de outubro | França     | 1 – 2     | Espanha                         | Estádio Atlético Indira Gandhi, Guwahati     |
| 17:00         | Pintor 34' | Relatório | Miranda 44' · A. Ruiz 90' (pen) | Público: 13 316 Árbitro: PAR Enrique Cáceres |

| 17 de outubro | Inglaterra | 0 – 0     | Japão | Estádio Salt Lake, Calcutá               |
| 20:00         |            | Relatório |       | Público: 53 302 Árbitro: VEN José Argote |

|                                           |       | Penalidades                    |  |
| Brewster Hudson-Odoi Foden Anderson Kirby | 5 – 3 | Sugawara Miyashiro Kida Kozuki |  |

| 17 de outubro | Mali                                                        | 5 – 1     | Iraque        | Estádio Fatorda, Margão                     |
| 20:00         | Dramé 25' · N'Diaye 33', 90+4' · Konaté 73' · S. Camara 87' | Relatório | A. Kareem 25' | Público: 9 240 Árbitro: CRC Ricardo Montero |

| 18 de outubro | Gana                          | 2 – 0     | Níger | Estádio DY Patil, Nova Bombaim                 |
| 17:00         | Ayiah 45+4' (pen) · Danso 90' | Relatório |       | Público: 21 286 Árbitro: POR Artur Soares Dias |

| 18 de outubro | Brasil                                | 3 – 0     | Honduras | Estádio Jawaharlal Nehru, Cochim                   |
| 20:00         | Brenner 11', 56' · Marcos Antônio 44' | Relatório |          | Público: 20 668 Árbitro: ETH Bamlak Tessema Weyesa |

### Quartas de final
| 21 de outubro | Mali                      | 2 – 1     | Gana                  | Estádio Atlético Indira Gandhi, Guwahati      |
| 17:00         | Dramé 15' · D. Traoré 61' | Relatório | K. Mohammed 70' (pen) | Público: 3 706 Árbitro: ALG Mehdi Abid Charef |

| 21 de outubro | Estados Unidos | 1 – 4     | Inglaterra                                       | Estádio Fatorda, Margão                     |
| 20:00         | Sargent 72'    | Relatório | Brewster 11', 14', 90+6' (pen) · Gibbs-White 64' | Público: 16 148 Árbitro: FRA Clément Turpin |

| 22 de outubro | Espanha                              | 3 – 1     | Irã        | Estádio Jawaharlal Nehru, Cochim         |
| 17:00         | A. Ruiz 13' · Gómez 60' · Ferrán 67' | Relatório | Karimi 69' | Público: 28 436 Árbitro: BOL Gery Vargas |

| 22 de outubro | Alemanha      | 1 – 2     | Brasil                      | Estádio Salt Lake, Calcutá                |
| 20:00         | Arp 21' (pen) | Relatório | Weverson 71' · Paulinho 77' | Público: 66 613 Árbitro: USA Jair Marrufo |

### Semifinais
| 25 de outubro | Brasil     | 1 – 3     | Inglaterra             | Estádio Salt Lake, Calcutá[a]               |
| 17:00         | Wesley 21' | Relatório | Brewster 10', 39', 77' | Público: 63 881 Árbitro: ROU Ovidiu Hațegan |

| 25 de outubro | Mali        | 1 – 3     | Espanha                             | Estádio DY Patil, Nova Bombaim          |
| 20:00         | N'Diaye 74' | Relatório | A. Ruiz 19' (pen), 43' · Ferrán 71' | Público: 37 847 Árbitro: JPN Ryuji Sato |

### Disputa pelo terceiro lugar
| 28 de outubro | Brasil                      | 2 – 0     | Mali | Estádio Salt Lake, Calcutá                   |
| 17:00         | Alan 55' · Yuri Alberto 88' | Relatório |      | Público: 56 422 Árbitro: CRC Ricardo Montero |

### Final
| 28 de outubro | Inglaterra                                                  | 5 – 2     | Espanha        | Estádio Salt Lake, Calcutá                   |
| 20:00         | Brewster 44' · Gibbs-White 58' · Foden 69', 88' · Guéhi 84' | Relatório | Gómez 10', 31' | Público: 66 684 Árbitro: PAR Enrique Cáceres |

## Premiação
| Copa do Mundo FIFA Sub-17 de 2017 |
| Inglaterra                        |
| --------------------------------- |
| INGLATERRA Campeã (1º título)     |

| Chuteira de Ouro      | Chuteira de Prata   | Chuteira de Bronze |
| --------------------- | ------------------- | ------------------ |
| ENG Rhian Brewster    | MLI Lassana N'Diaye | ESP Abel Ruiz      |
| Bola de Ouro          | Bola de Prata       | Bola de Bronze     |
| ENG Phil Foden        | ESP Sergio Gómez    | ENG Rhian Brewster |
| Luva de Ouro          |                     |                    |
| BRA Gabriel Brazão    |                     |                    |
| Troféu FIFA Fair Play |                     |                    |
| Brasil                |                     |                    |

## Artilharia
8 gols (1)
- ENG Rhian Brewster

6 gols (2)
- ESP Abel Ruiz
- MLI Lassana N'Diaye

5 gols (2)
- FRA Amine Gouiri
- GER Jann-Fiete Arp

4 gols (2)
- ESP Sergio Gómez
- JPN Keito Nakamura

3 gols (15)
- BRA Brenner
- BRA Lincoln
- BRA Paulinho
- COL Juan Peñaloza
- ENG Phil Foden
- ENG Jadon Sancho
- GHA Eric Ayiah
- HON Carlos Mejía
- HON Patrick Palacios
- IRI Allahyar Sayyad
- IRQ Mohammed Dawood Yaseen
- MLI Djemoussa Traoré
- MLI Hadji Dramé
- USA Timothy Weah
- USA Josh Sargent

2 gols (22)
- CRC Andrés Gómez
- ENG Angel Gomes
- ENG Danny Loader
- ENG Morgan Gibbs-White
- ESP César Gelabert
- ESP Ferrán Torres
- FRA Alexis Flips
- FRA Wilson Isidor
- GHA Richard Danso
- GUI Fandje Touré
- GUI Ibrahima Soumah
- IRI Mohammad Sharifi
- IRI Saeid Karimi
- IRI Younes Delfi
- JPN Taisei Miyashiro
- MEX Diego Laínez
- MEX Roberto de la Rosa
- MLI Fode Konaté
- PAR Alan Francisco Rodríguez
- PAR Aníbal Vega
- PAR Antonio Galeano
- USA Andrew Carleton

1 gol (50)
- BRA Alan
- BRA Marcos Antônio
- BRA Wesley
- BRA Weverson
- BRA Yuri Alberto
- COL Déiber Caicedo
- COL Juan Vidal
- CRC Yecxy Jarquín
- ENG Callum Hudson-Odoi
- ENG Emile Smith-Rowe
- ENG Marc Guéhi
- ESP Juan Miranda
- ESP Moha Moukhliss
- FRA Claudio Gomes
- FRA Lenny Pintor
- FRA Maxence Caqueret
- FRA Yacine Adli
- GER John Yeboah
- GER Nicolas Kühn
- GER Noah Awuku
- GER Sahverdi Cetin
- GER Yann Bisseck
- GHA Emmanuel Toku
- GHA Kudus Mohammed
- GHA Sadiq Ibrahim
- HON Joshua Canales
- IND Jeakson Singh Thounaojam
- IRI Mohammad Ghobeishavi
- IRI Mohammad Sardari
- IRI Taha Shariati
- IRI Vahid Namdari
- IRQ Ali Kareem
- JPN Takefusa Kubo
- JPN Toichi Suzuki
- MLI Salam Giddou
- MLI Seme Camara
- NCL Cameron Wadenges
- NCL Jakob Jeno
- NIG Salim Abdourahmane
- NZL Charles Spragg
- NZL Max Mata
- PAR Blas Armoa
- PAR Fernando David Cardozo
- PAR Giovanni Bogado
- PAR Leonardo Sánchez
- TUR Ahmed Kutucu
- TUR Kerem Kesgin
- USA Ayo Akinola
- USA Chris Durkin
- USA George Acosta

Gol contra (4)
- BRA Wesley (a favor da Espanha)
- CHI Diego Valencia (a favor do Iraque)
- NCL Bernard Iwa (a favor da França)
- NCL Kiam Wanesse (a favor da França)

2 gols contra (1)
- PAR Alexis Duarte (a favor da Nova Zelândia)